# Войнилів
Войни́лів — село Калуського району Івано-Франківської області, центр Войнилівської громади.
Населення Войнилова — 2 540 осіб.

## Розташування
Селище знаходиться на правому березі річки Сівки (притока Дністра), біля західних схилів Войнилівської височини, за 17 км від залізничної станції Калуш.
Через Войнилів пролягає територіальна дорога Т 0910 Калуш — Бурштин, крім цього з селища радіально розходяться дороги районного значення на Болохів (С090601), Копанки, Дубовицю, Перевозець.

## Історія

Герб польського періоду

### Феодалізм
4 червня 1437 р. Войнилів (в книзі — Вонилів, лат. Wonylow) згаданий в найдавніших записах галицьких судів (1435—1475 років) — «Актах ґродських і земських».
 Поселення було королівщиною. У податковому реєстрі 1515 року в селі документується млин і 2 лани (близько 50 га) оброблюваної землі.
1552 р. король Сиґізмунд ІІ Авґуст дозволив львівському стольнику Прокопу Сенявському заснувати на маґдебурзькому праві місто Прокопів — так Войнилів отримав магдебурзьке право і на короткий час змінив назву. З набуттям статусу містечка тут почали активно розвиватися ремесла й торгівля, двічі на рік проводилися ярмарки. Королівська люстрація 1565 року в селі Сільце зафіксувала імена  власників черед худоби: Курило, Василь і Федько. З XVII століття відомі печатки з гербом Войнилова: на блакитному тлі — червоний фортечний мур, з-за якого виходить золотий лев з кільцем у передніх лапах («Правдич», пол. — Правдзіц) — родовий герб тогочасних власників містечка Ґедзінських).
Місцеві жителі також брали участь у національній революції 1648—1676. Багато з них приєдналися до загонів Семена Височана. За деякими даними в цей час у Войнилові побував Богдан Хмельницький.
Неодноразові турецько-татарські напади у XVII столітті завдали містечку значних руйнувань. 24 вересня 1676 року сталася Битва під Войниловом під час польсько-турецької війни 1672—1676 років між військами Речі Посполитої під командуванням короля Яна ІІІ Собеського і татарами. За легендою під-час битви було взято в полон багато турецьких і татарських воїнів і з того часу стара назва містечка Прокопівка замінена на Войнилів. Доказом цієї легенди є деякі прізвища місцевих жителів Мурин, Дурбак.
Місто успішно відбудувалось і процвітало. Про масштаби у 1701 році тодішнього міста Войнилова можна судити хоча б із наявності аж трьох міських греко-католицьких парафій (а весь Войнилівський деканат налічував 28 парафій).

### Капіталізм
Після 1-го поділу Польщі (1772) Войнилів увійшов до складу Австрії (від 1867 року — Австро-Угорщина).
У 1785 році організована школа.
У 1874 р. у Войнилові створене Братство тверезості, на честь події поставлений хрест поблизу церкви св. Миколи.
Значної шкоди завдала Войнилову Перша світова війна. У серпні 1916 р. австрійською армією конфісковані 12 давніх дзвонів з трьох войнилівських церков (парафії Святого Миколая, Різдва Христова, Святих Косьмія та Дем'яна) загальною вагою 775 кг, виготовлених від 1600 до 1825 року, з церкви Народження Марії  4 дзвони 1128, 1600, 1617 і 1754 років,з каплиці — 1 дзвін діаметром 25 і вагою 7 кг та ще 5 дзвонів вагою 45, 27, 11, 11, 11 кг 1715—1834 рр. із церкви Сільця
Після окупації Західноукраїнської Народної Республіки поляками в 1919 році в містечку був осередок постерунку поліції та ґміни Войнилів Калуського повіту.
1 квітня 1927 р. присілки (хутори) Павликівка, Черешеньки, Баранівка і Будостав вилучені з сільської гміни Войнилів Калуського повіту Станиславівського воєводства і з них утворена самоврядна гміна Павликівка.
У 1939 році у Войнилові проживало 2850 мешканців (1450 українців-грекокатоликів, 250 українців-римокатоликів, 150 поляків і 1000 євреїв), а в Сільці — 880 мешканців (670 українців, 80 поляків, 70 латинників і 60 євреїв).

### Соціалізм
Від 21 вересня 1939 року Войнилів — у складі Західної України приєднаний до УРСР, де-факто — анексований червоною імперською Росією.
У 1940—1941 та 1944—1962 роках Войнилів був центром Войнилівського району. В роки німецької окупації Войнилів входив до Крайсгауптманшафту Калуш. Єврейське населення було розстріляне у Рогатині. Поляки в 1944 р. виїхали в Польщу, а звідти у Войнилів переселено 18 українських сімей (92 особи).
Після захоплення Войнилова Радянським військами в липні 1944 р. негайно розпочата насильна мобілізація, більшість із мобілізованих додому не повернулася. В центрі селища в приміщенні костьолу в 1944—1962 рр. працювала катівня НКВС (після втрати Войниловом статусу райцентру тюрма стала непотрібною і споруду тюрми-костьолу знесли, рештки сотень жертв випадково розкопали в 1991 році). Населення жорстоко тероризувалося, кращих господарів і свідомих людей виселено на Сибір, землеробів загнано в утворений колгосп «Промінь». 12 червня 1951 р. під приводом попереднього злиття колгоспів Войнилівський райвиконком рішенням № 320 ліквідував Сільцівську і Павликівську сільради з приєднанням до Войнилівської сільради; так припинило своє багатовікове існування село Сільце (польською — Siółko).
У Войнилові працював сироварний цех, де вироблявся сир марки «Костромський». Продукція підприємства в основному ішла на експорт. За відмінну якість продукції цех у 1957 році на всесоюзному конкурсі підприємств м'ясної та молочної промисловості СРСР нагороджено дипломом 2-го ступеня.
За роки радянської влади у Войнилові здійснено значне житлове й культурно-побутове будівництво. Тут зведено понад 100 приватних житлових будинків, виросли дві нові, упорядковані, засаджені деревами й квітами вулиці Івана Франка та Василя Стефаника. Працювала комунальна лазня, перукарня, фотоательє, аптека, майстерня пошиття одягу і взуття, ощадна каса, відділення зв'язку, АТС на 112 номерів, будинок піонерів.
Від 1960 року — селище. 1963 року Войнилівську сільську Раду було реорганізовано в селищну.
Приділялася певна увага розвитку торгівлі та громадського харчування. 1960 року у Войнилові побудовано раймаг, книго-культмаг, ресторан, три їдальні, гастроном, молочний, хлібний, комісійний та меблевий магазини.
В листопаді 1964-го у Войнилові відкрито професійно-технічне училище. В жовтні 1965 року відкрито районну лікарню на 100 ліжок з хірургічним, терапевтичним, акушерсько-гінекологічним, педіатричним відділами та рентгенкабінетом. Але з утратою статусу районного центру почалась деградація Войнилова і поступовий соціальний занепад.
З 24 серпня 1991 року — у складі відновленої держави Україна.

## Сучасність
Селище повністю електрифіковане і газифіковане та частково забезпечене централізованим водопостачанням.
У вересні 2017 р. Войнилів став центром ОТГ, 10 січня 2018 р. відбулася перша сесія.

## Населення

### Мова
Розподіл населення за рідною мовою за даними перепису 2001 року:
| Мова            | Кількість | Відсоток |
| --------------- | --------- | -------- |
| українська      | 2691      | 99.56%   |
| російська       | 11        | 0.40%    |
| інші/не вказали | 1         | 0.04%    |
| Усього          | 2703      | 100%     |

## Освіта
Діють освітні заклади:
- ВОЙНИЛІВСЬКИЙ ЛІЦЕЙ ВОЙНИЛІВСЬКОЇ СЕЛИЩНОЇ РАДИ ОБ'ЄДНАНОЇ ТЕРИТОРІАЛЬНОЇ ГРОМАДИ[22][23], при школі діє краєзнавчий музей (був створений у 1993 р.)[24];
- ДЕРЖАВНИЙ НАВЧАЛЬНИЙ ЗАКЛАД "ВОЙНИЛІВСЬКИЙ ПРОФЕСІЙНИЙ ЛІЦЕЙ"
- ВОЙНИЛІВСЬКИЙ ЗАКЛАД ДОШКІЛЬНОЇ ОСВІТИ ЯСЛА-САДОК "БЕРІЗКА" ВОЙНИЛІВСЬКОЇ СЕЛИЩНОЇ РАДИ ОБ'ЄДНАНОЇ ТЕРИТОРІАЛЬНОЇ ГРОМАДИ[25]
- "ДИТЯЧА МУЗИЧНА ШКОЛА ВОЙНИЛІВСЬКОЇ СЕЛИЩНОЇ РАДИ ОБ'ЄДНАНОЇ ТЕРИТОРІАЛЬНОЇ ГРОМАДИ
- "ЦЕНТР ДИТЯЧОЇ ТА ЮНАЦЬКОЇ ТВОРЧОСТІ ВОЙНИЛІВСЬКОЇ СЕЛИЩНОЇ РАДИ ОБ'ЄНАНОЇ ТЕРИТОРІАЛЬНОЇ ГРОМАДИ

## Медицина
- Войнилівський центр первинної медико-санітарної допомоги[26]
- Калуський обласний протитуберкульозний диспансер [Архівовано 10 листопада 2017 у Wayback Machine.][27]

## Релігія
Переважна більшість мешканців — віряни УГКЦ та ПЦУ. Войнилівський протопресвітеріат УГКЦ охоплює 18 парафій. Після зруйнування костелу католиків латинського обряду немає. За часів панування Польщі у Войнилові був костел. Знаходився він у центрі на теперішній вулиці Шевченка. Римо-католицька парафія існувала з 1610 р. Освячення останнього костелу Святої Трійці відбулось в 1868 році. Як описують очевидці — він був дуже гарним і його було видно аж із Завадки. За часів радянської влади був перетворений на тюрму МДБ, куди доправлялись в'язні з усієї області — їх рештки зі слідами катувань розкопував у 1990 році Меморіал. Зараз костелу вже нема. Нема нічого що б могло нагадувати про його існування. Будівлю зруйнували на початку 1960-х, а на його місці знаходиться будинок сільради та пошти.

## Пам'ятки
- Церква Св. Миколая 1602 р.  — пам'ятка архітектури місцевого значення № 757[31][32]
- Церква Свв. Кузьми і Дем'яна 1912 р.[33][34]
- Парафіяльна церква Різдва Пр. Богородиці
- Монастир «Пресвятого Серця Ісусового» сестер чину Святого Василія Великого.[35]
- Ландшафтний заказник місцевого значення Яськів потік
- Пам'ятник Т.Г Шевченку (скульптор Сергій Онищенко)[36]

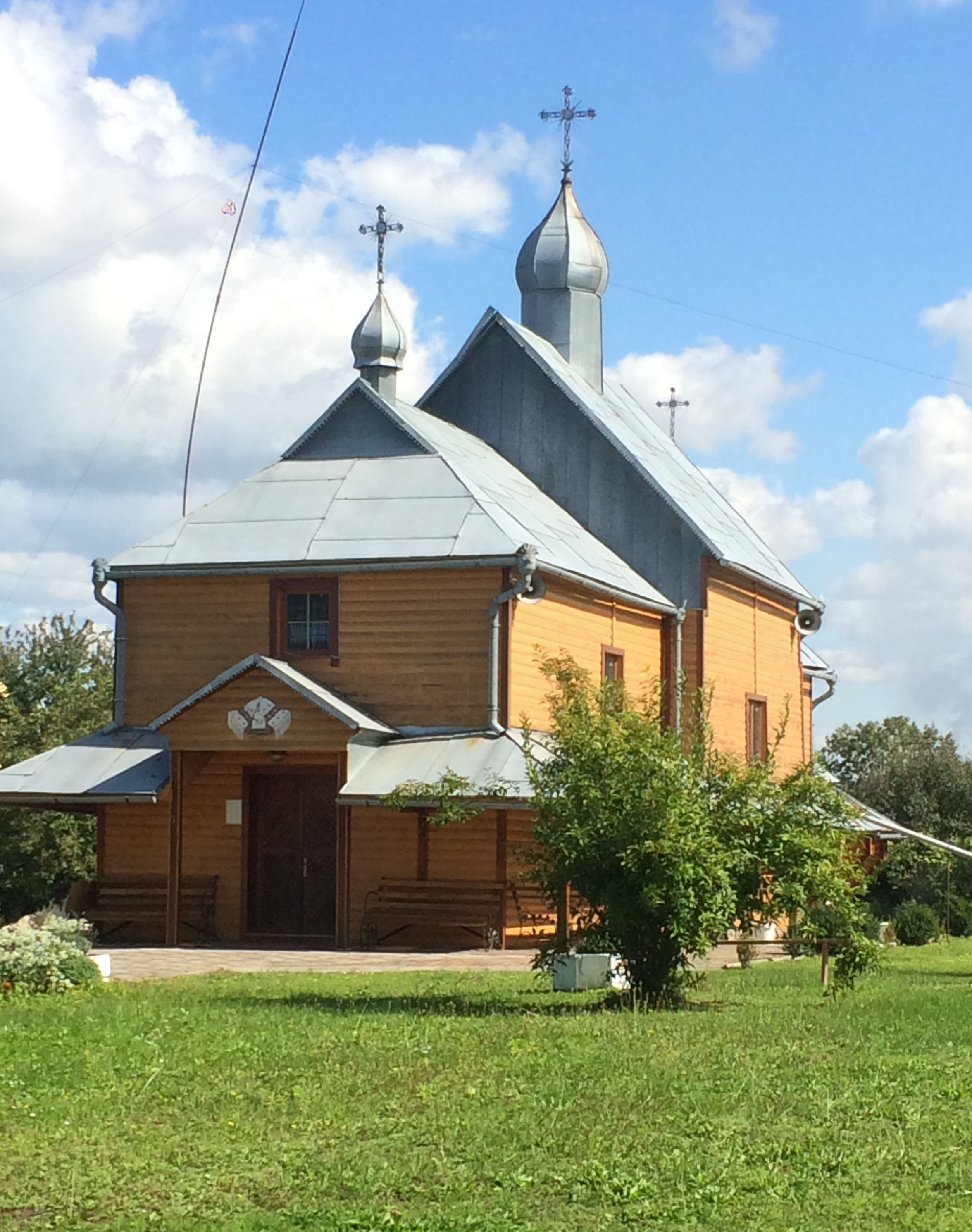
Церква Св. Миколи
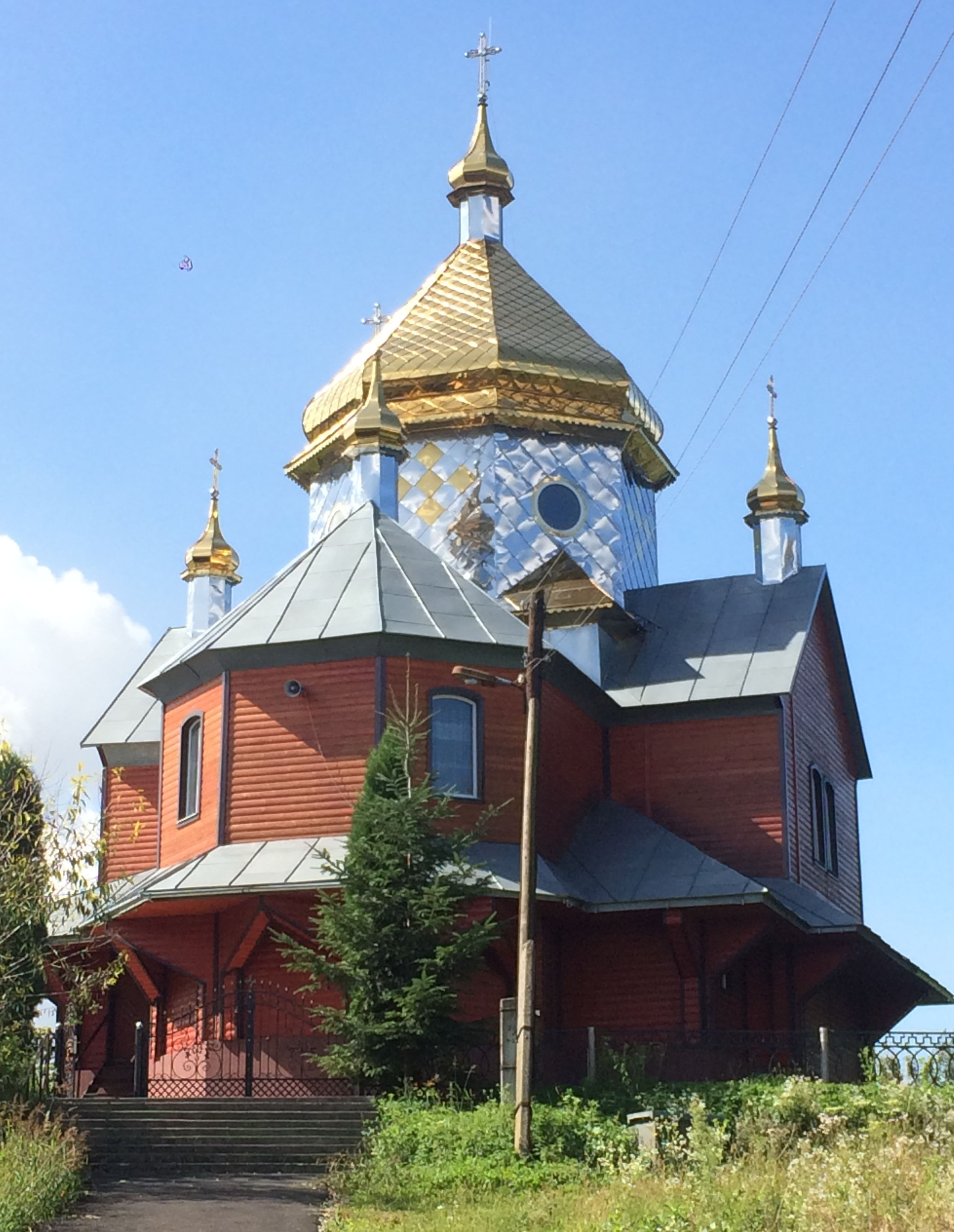
Церква Свв. Кузьми і Дем'яна
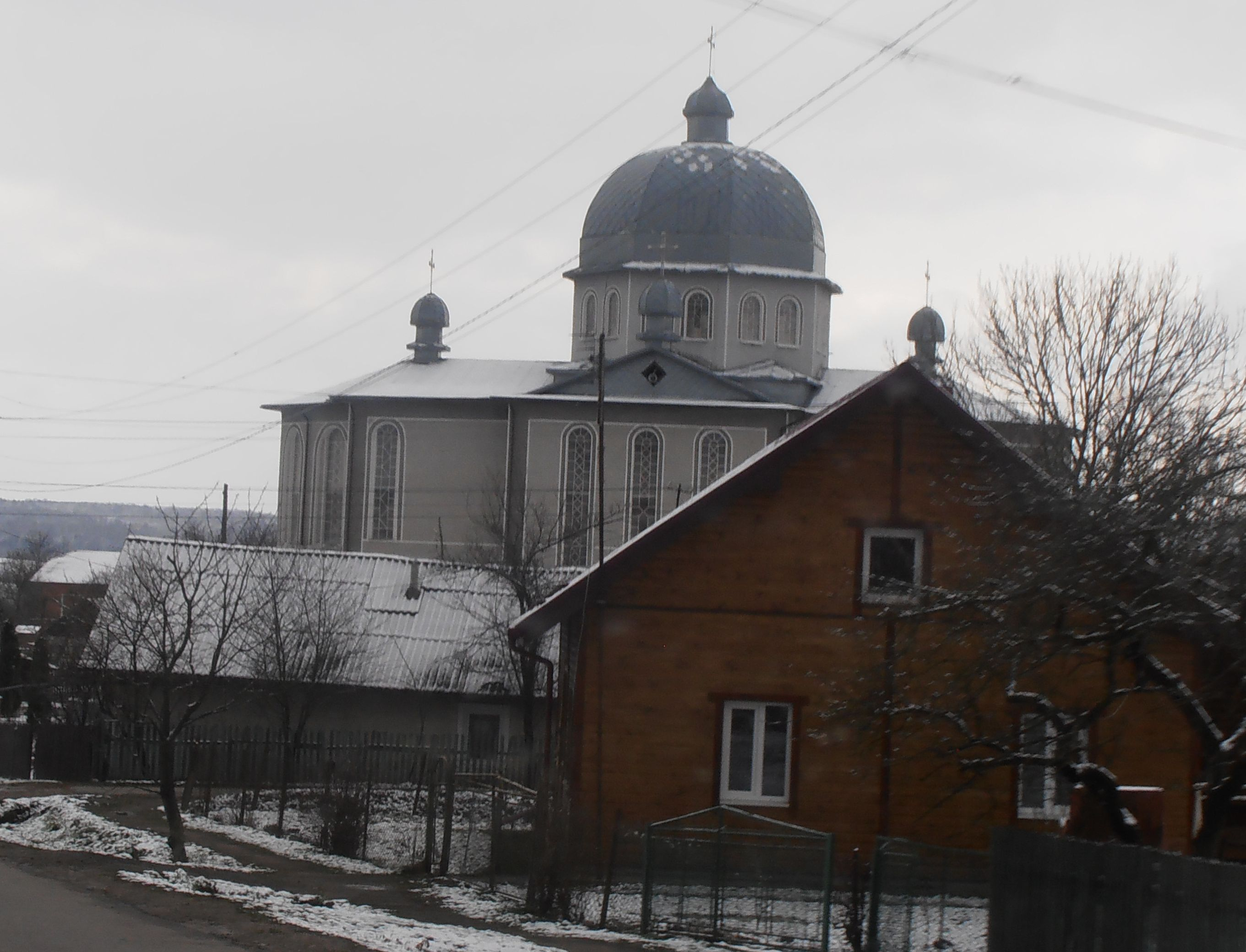
Церква Різдва Пр. Богородиці
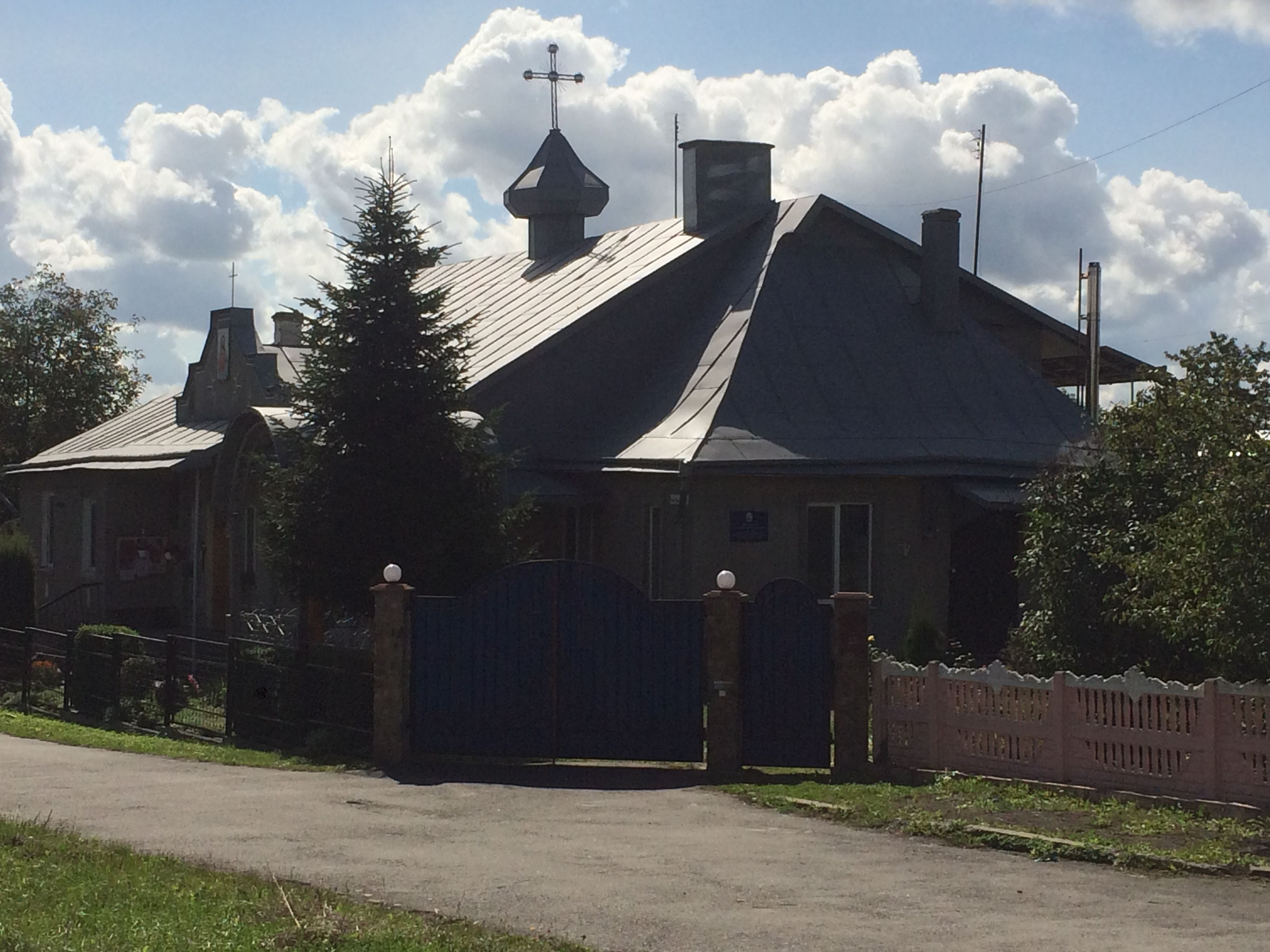
Войнилівський монастир
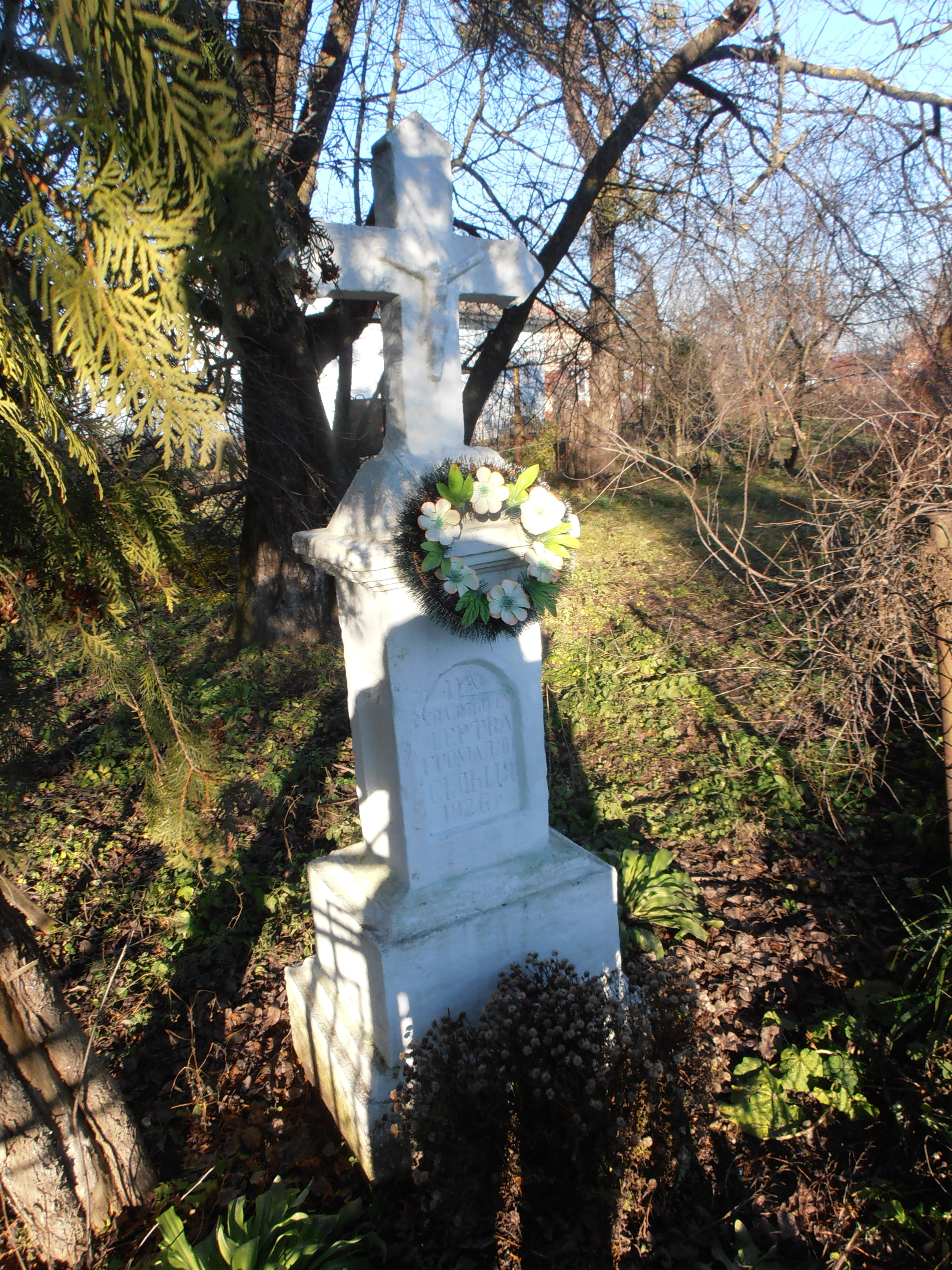
Хрест пожертви у Сільці

## Вулиці
У селищі є вулиці:
- Богдана Хмельницького
- Василя Стефаника
- Волоська
- Гагаріна
- Галицька
- Євшана
- Зелена
- Івана Франка
- Лесі Українки
- Лісова
- Миру
- Незалежності
- Перемоги
- Січових Стрільців
- Сонячна
- Тараса Шевченка
- 50 років УПА

## Відомі люди

### Народилися
- Белей Іван Михайлович (1856—1921) — український журналіст, перекладач і критик.
- Белей Іван Якович (1899—1970) — український лікар і громадський діяч.
- Любомир Белей (1962—2018) — український мовознавець, дослідник ономастики, історії української літературної мови, мови та культури української діаспори та лексикографії.
- Ярослав Гонський (1930—2017) — український вчений у галузі медицини.
- Дурбак Павло (1879—1960) — український промисловець і підприємець, інженер машинобудування, сотник-інтендант та головний інтендант Української Галицької Армії.
- Микола Євшан (1889—1919) — український літературний критик, літературознавець і перекладач.
- Антоніна Король-Мельник (1922—1946) — лікар, учасниця ОУН, дружина Ярослава Миколайовича Мельника (псевдо Роберт)[38] — провідника ОУН-Б Карпатського краю[39].
- Сидір Рей (ориг. Izydor Reiss) (1908—1979) — польський прозаїк та поет.
- Іван Рудович (1868—1929) — український греко-католицький священник, науковець, письменник, педагог і громадський діяч.
- Ярослав Самотовка (1913 — загинув у Дніпропетровську або Києві 1942—1943) — адвокат, випускник Львівського університету, учасник Похідних груп ОУН на Схід. Співробітник Дніпропетровського українського державного університету у 1941-42.
- Петро Федюшка — «Комар», «Брюс», «Готур», «Ка-ро», «Автор», «737» (14.07.1919 — 15.09.1949, с. Солотвино Богородчанського району) — господарчий референт Калуського надрайонного проводу, а потім Калуського окружного проводу ОУН, Калуський окружний провідник, фінансовий референт Карпатського краю ОУН, організаційний референт Крайового проводу. Лицар Золотого хреста бойової заслуги 1 кляси — посмертно.[40]
- Болеслав Ян Чедековский (пол. Bolesław Jan Czedekowski) (1885—1969) — польський та австрійський художник-портретист.

## Галерея

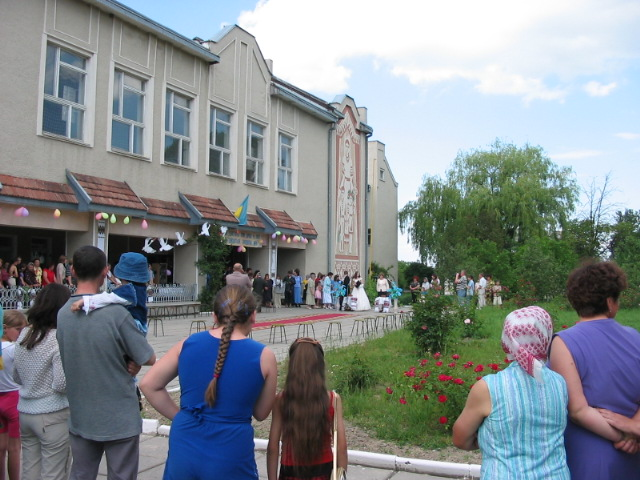
Войнилівський випускний
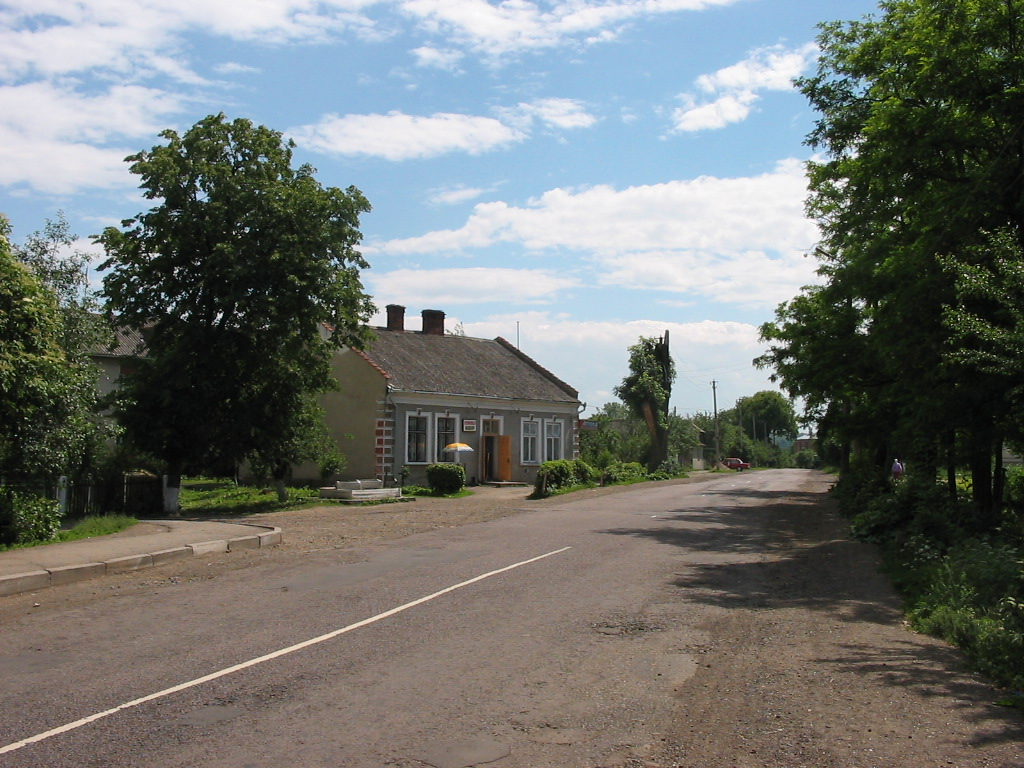
Вулиця Шевченка

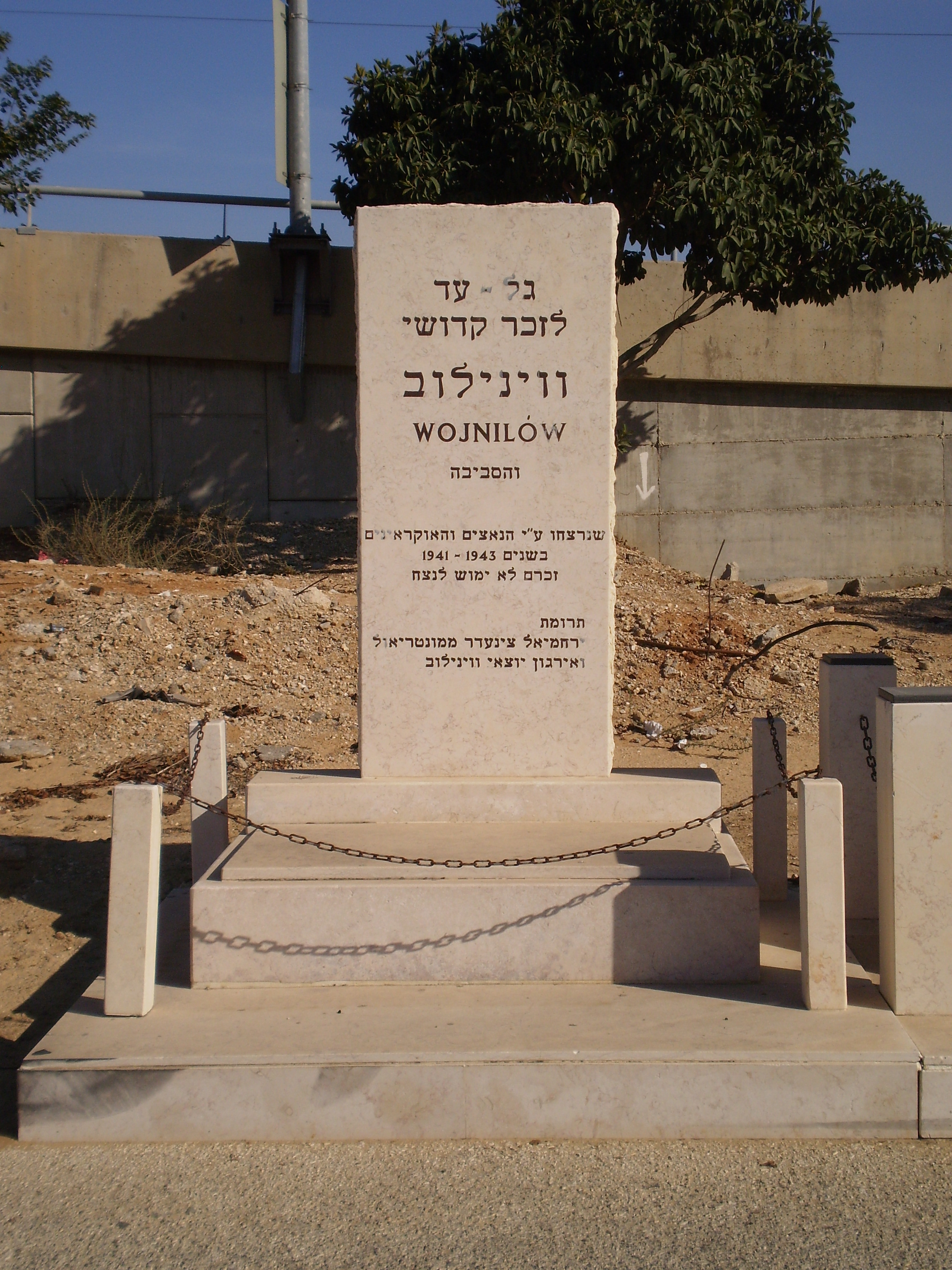
Меморіал, присвячений містянам-жертвам Голокосту (Холон, Ізраїль)

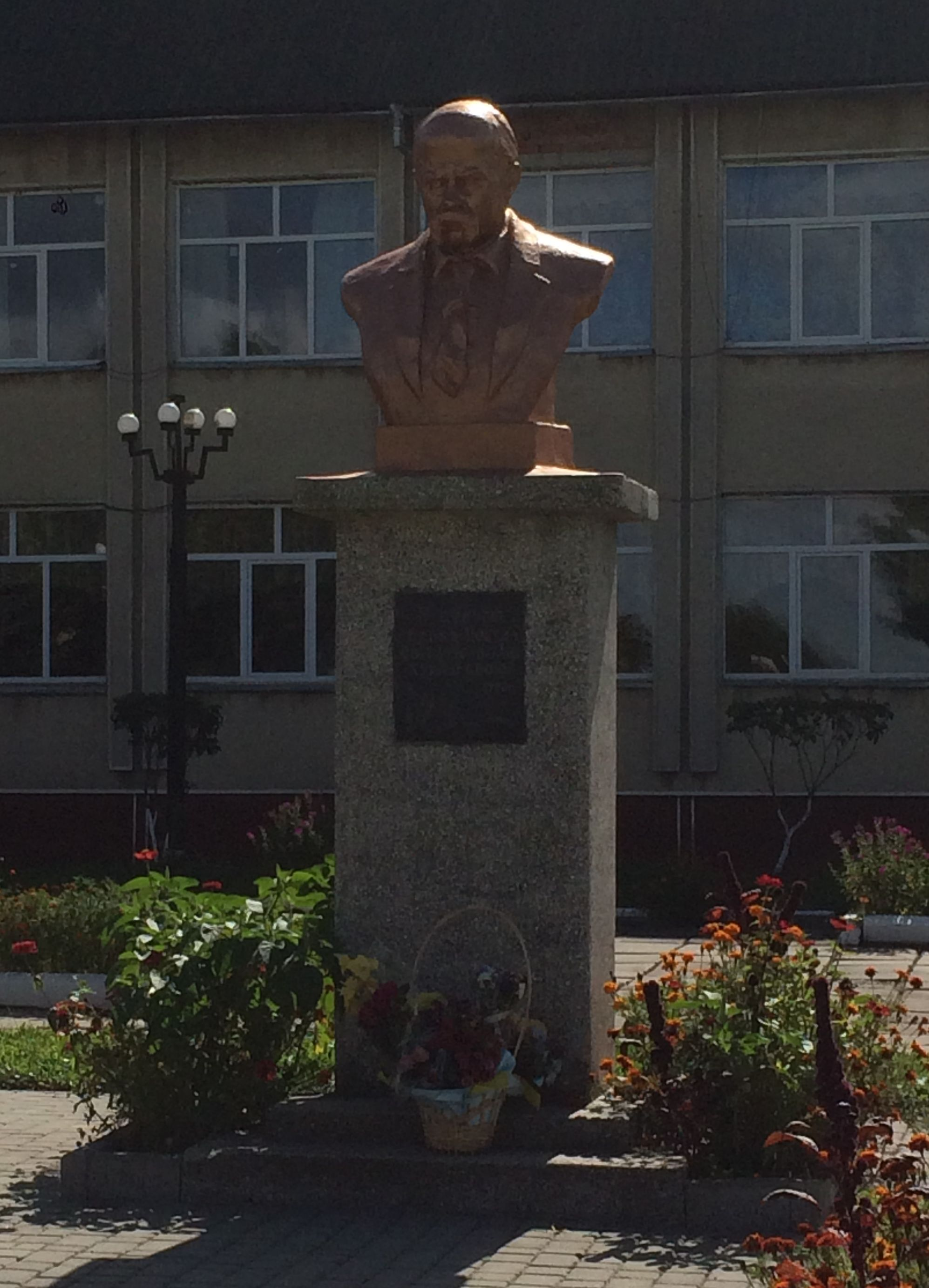
Пам'ятник Т. Шевченкові, біля Народного дому
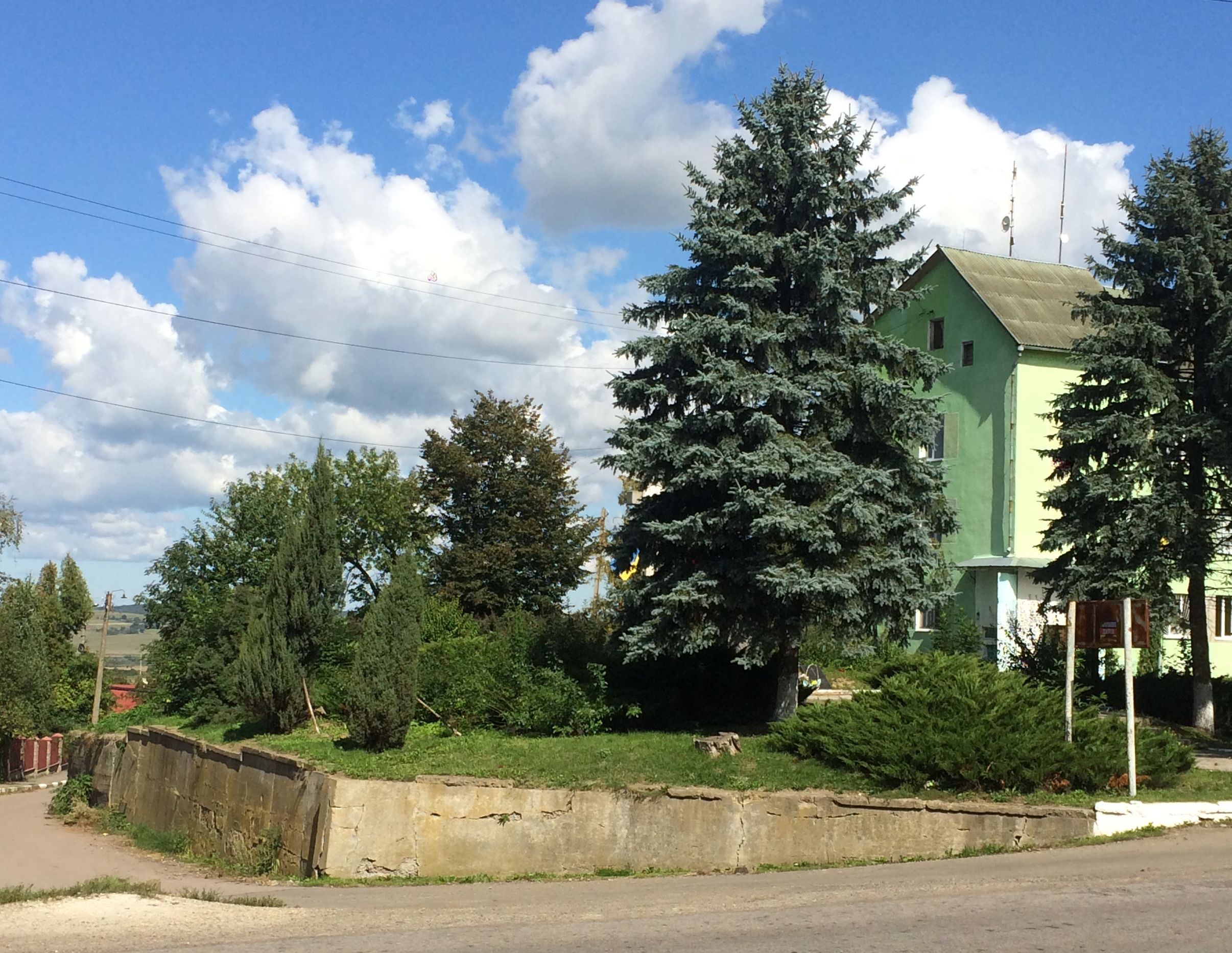
Місце катівні МДБ
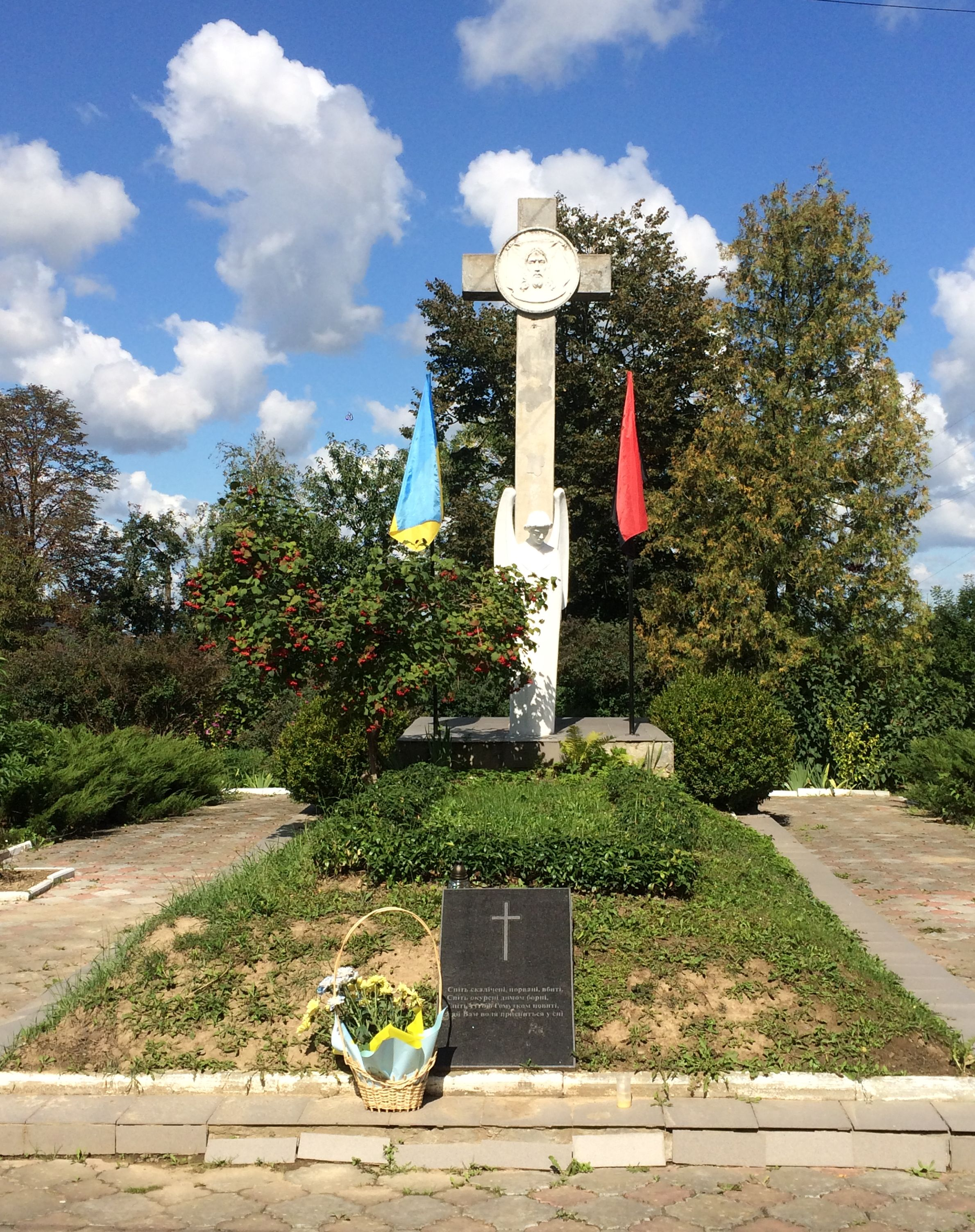
Пам'ятник замученим борцям за волю
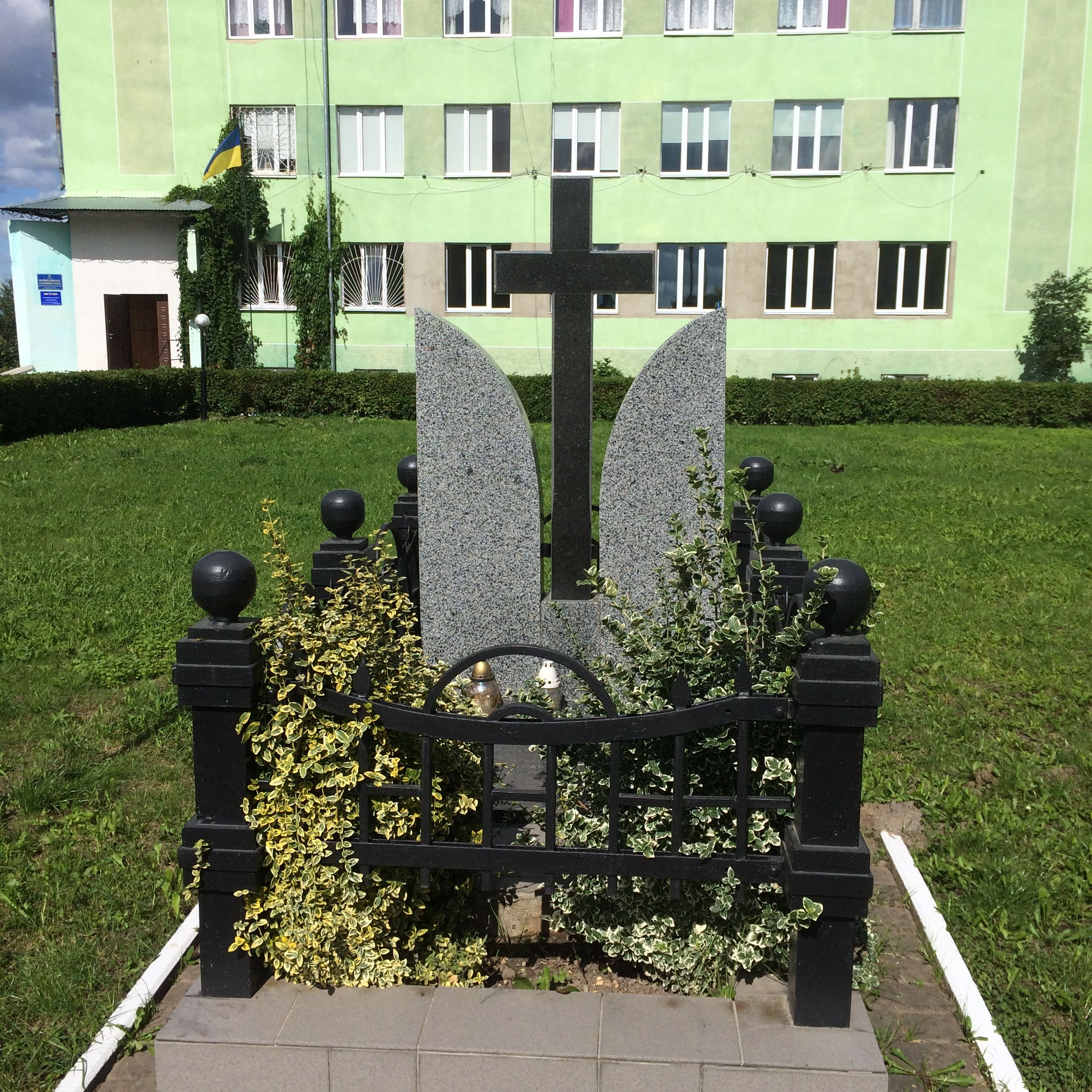
Пам'ятник Ярославу Мельнику
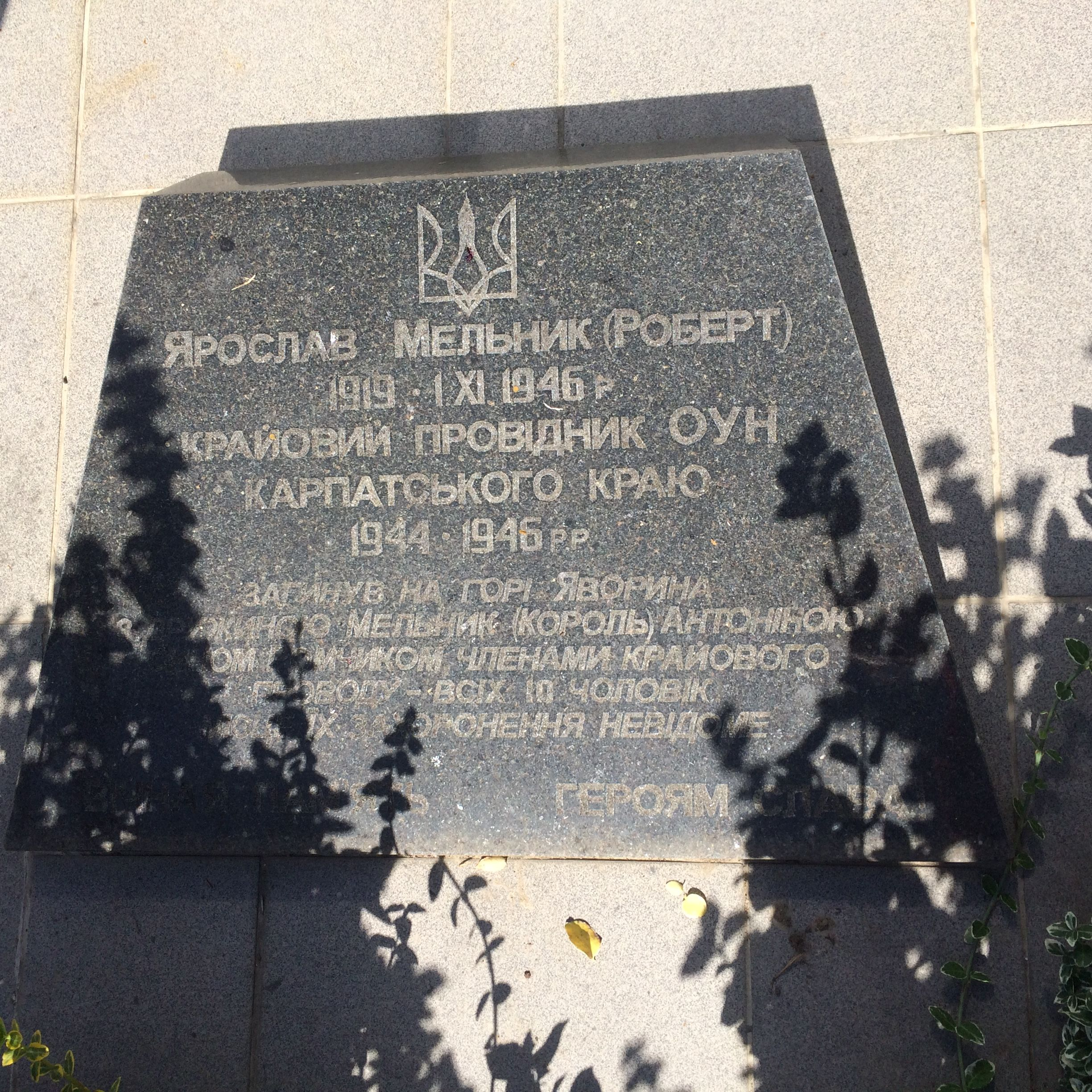
Меморіальна дошка на пам'ятнику Я. Мельнику